# Кркский мост
Кркский мост (хорв. Krčki most) — автодорожный железобетонный арочный мост, 1430 м в длину, соединяющий хорватский остров Крк с материком. По мосту проезжает более миллиона автомобилей в год. По длине пролёта Кркский мост является вторым в мире среди мостов, арки которых выполнены в виде дуг из бетона. Этот мост был завершён и открыт в 1980 году и первоначально назывался Титов мост (хорв. Titov most), в честь бывшего президента СФРЮ Иосипа Броз Тито.

## История
Мост был спроектирован Ильёй Стоядиновичем, а построен компаниями Mostogradnja и Hidroelektra. На постройку путепровода ушло всего четыре года (с 1976 по 1980 год), что являлось рекордным временем для постройки мостов такого типа. Конструктивно мост состоит из двух железобетонных арочных пролётов, которые опираются на остров Свети Марко, лежащий между Крком и материком. Длина самой длинной арки составляет 390 м, на время строительства это была самая длинная бетонная дуга в мире. В 1997 году этот титул перешёл к мосту Ваньсянь.

## Движение
Кркский мост расположен на ответвлении от Адриатической трассы, основной дороги вдоль Адриатического побережья. Он связывает город Риека с аэропортом, который находится на Крке. За первые 20 лет своего существования мост пересекло 27 млн автомобилей, что более чем в два раза превышает число автомобилей, перевезённых паромами с острова и на остров. Растущий уровень трафика вынуждает заменить мост бо́льшим, который в настоящее время находится в стадии планирования.